# Mechagodzilla
Mechagodzilla (jap. メカゴジラ Mekagojira) – fikcyjny robot, mechaniczny odpowiednik Godzilli występujący w japońskich filmach fantastycznonaukowych wytwórni Tōhō. Jeden z najbardziej znanych antagonistów Godzilli.

## Opis

### Wygląd
Mechagodzilla to metalowy robot w srebrnym kolorze o kształcie Godzilli. Poszczególne wcielenia robota zwykle od siebie się różnią. Mechagodzilli w serii Heisei i Millennium jest wyższy od Godzilli, podczas gdy w Showa i MonsterVerse jest tego samego wzrostu co on. Mechagodzille mają zwykle mniejsze płetwy grzbietowe i krótszy ogon od Godzilli. Ogon w seriach Showa i Heisei był bardziej nieruchomą ozdobą, zaś w późniejszych seriach ogon jest ruchomy i długi jak u Godzilli. Mechagodzilla w trylogii anime Godzilla: Planeta potworów wygląda zupełnie inaczej, z segmentowym ciałem pokrytym dużymi kolcami. Jego głowa jest płaska i wydłużona, z czerwonymi oczami i dwoma dużymi kolcami wystającymi z twarzy, które przypominają kły i mniejszym kolcem wystającym z brody. W serii Heisei był pokryty diamentową powłoką NT-20 zdolną odbijać promienie przeciwnika. W każdej inkarnacji Mechagodzilla posiadał promień emitowany w pysku, będący odpowiednikiem termonuklearnego oddechu Godzilli.

### Wymiary
| Okres     | Wysokość (m) | Masa (t)    |
| --------- | ------------ | ----------- |
| 1974-1975 | 50           | 40 000      |
| 1993      | 120          | 150 000     |
| 2002-2003 | 60           | 36 000      |
| 2017      | 50-20 000    | nieznana    |
| 2021      | 106,68       | brak danych |

### Arsenał

#### Seria Shōwa[4]
- Ogniowy promień z pyska (jako fałszywy Mechagodzilla)
- Kosmiczne promienie z oczu
- Wiązka elektryczna z torsu
- Pociski paraliżujące z palców, stóp i kolan
- Generacja pola siłowego
- Laser z szyi (po utracie głowie)

#### Seria Heisei[1]
- Mega Buster w pysku
- Wyrzutnia granatów plazmowych z torsu
- Działka laserowe w oczach
- Kotwice wstrząsowe w rękach / G-Crusher
- Rakiety paraliżujące
- Działa maserowe (w połączeniu z pojazdem Garuda)

#### Seria Millenium[5]
- Podwójne działo maserowe w pysku
- Pistolety szynowe umieszczone na nadgarstkach
- Zero Absolutne / Hyper Maser Cannon z klatki piersiowej
- Ostrze maserowe
- Rakiety z grzbietu
- Dłonie zmieniające się w wiertła
- Plecak odrzutowy wyposażony w działa

#### MonsterVerse[6]
- Krzyk protonowy emitowany z pyska
- Wyrzutnie rakiet
- Pociski odrzutowe z płetw grzbietowych
- Wiertło w ogonie

## Historia

### Seria Shōwa
W serii filmów Shōwa (1954–1975) Mechagodzilla był robotem zbudowanym przez małpopodobnych kosmitów z 3. Planety z Czarnej Dziury, który miał im umożliwić podbój Ziemi. Mechagodzilla był także potworem mającym zniszczyć cały świat wedle starożytnej okinawskiej przepowiedni. Początkowo występował pod postacią Fałszywego Godzilli, tj. był pokryty sztuczną skórą, dzięki której wyglądał tak samo jak Godzilla. Pod tą postacią stoczył zwycięską walkę z Anguirusem. Później jednak w Tokio Mechagodzilla starł się z prawdziwym Godzillą, któremu w toku walki udało się zniszczyć sztuczną skórę robota i odsłonić jego prawdziwe oblicze. W wyniku skrzyżowania obu promieni zraniony Godzilla uciekł do wody, Mechagodzilla został uszkodzony i wymagał naprawy. W jaskiniach Gyokusen w Okinawie, gdzie znajduje się kryjówka kosmitów z 3. Planety z Czarnej Dziury zreperowany Mechagodzilla wyruszył na walkę z King Caesarem, który według tej samej przepowiedni ma powstrzymać Mechagodzillę. Do walki dołączył Godzilla, który dzięki nabytym magnetycznym zdolnościom zniszczył Mechagodzillę.
Niedługo potem kosmici z 3. Planety z Czarnej Dziury odbudowywali Mechagodzillę i z pomocą doktora Mafune dali mu do pomocy Tytanozaura. W końcu oba potwory zaczęły niszczyć Tokio i pokonały tam obecnego Godzillę. Gdy Tytanozaur został poprzez działo ultradźwiękowe wyrwany z kontroli kosmitów, Godzilla był w stanie stawić czoło oponentom i zniszczył Mechagodzillę na dobre.

### Seria Heisei
W serii Heisei (1984−1995), ignorującej wydarzenia z filmów z serii Shōwa (oprócz rozpoczynającego serię Godzilla: Król potworów), Mechagodzilla był robotem sterowanym przez zespół pilotów zbudowanym przez Ziemian dla obrony przed Godzillą. Powołana w tym celu przez ONZ i Japońskie Siły Samoobrony militarna formacja UNGCC stworzyła Mechagodzillę z resztek Mecha Króla Ghidory i w tamtym czasie był uznany za szczytowe osiągnięcie technologii.
Gdy Godzilla przybył do Japonii wiedziony obecnością swego prawdopodobnego potomka, Mechagodzilla w asyście wojsk został wysłany, by go powstrzymać. Był pokryty powłoką z syntetycznego diamentu, dzięki czemu termonuklearny promień Godzilli odbijał się od jego pancerza. Mechagodzilla powalił go na ziemię wstrzeliwując w niego kotwice wstrząsowe. Jednak po użyciu przez Godzillę pulsu nuklearnego, wyładowania elektryczne wróciły w stronę Mechagodzilli uszkadzając go.
Podczas naprawy maszyny dokonano w niej modyfikacjach dołączając zdolność łączenia się ze statkiem powietrznym Garudą − poprzednią maszyną stworzoną do walki z Godzillą. Po odkryciu istnienia drugiego mózgu u Godzilli, wojsko zdecydowało się użyć zmodyfikowanego Mechagodzillę. Gdy Rodan pojawia się w Kioto, Garuda i Mechagodzilla wspólnymi siłami niemal go zabijają. Gdy do Kioto przybył Godzilla, obie maszyny połączyły się tworząc potężnego Super Mechagodzillę i zniszczyły drugi mózg Godzilli paraliżując go. Jednak mózg Godzilli zregenerował się, gdy umierający Rodan dał mu swą energię życiową. Dzięki temu silniejszy Godzilla zniszczył całkowicie Super Mechagodzillę.

### Seria Millenium
W serii Millenium Mechagodzilla był określany jako Kiryū. Został zbudowany przez Japończyków. Kiryū mógł walczyć tylko przez dwie godziny (inne Mechagodzille nie miały aż takiego ograniczenia) i mógł używać działa Zero Absolutne, co pożerało jednak 40% energii robota.

### MonsterVerse
Mechagodzilla wystąpił w filmie Godzilla vs. Kong jako robotyczny duplikat Godzilli zbudowany w tajemnicy przez Apex Cybernetics, zaprojektowany do zniszczenia wszystkich Tytanów. Był zasilany siecią neuronową od czaszki lewej głowy Króla Ghidory, oderwanej przez Godzillę w Godzilla II: Król potworów. Jego pilotem był dyrektor techniczny Apex, Ren Serizawa.
Robot został odkryty przez Madison Russell, Josha Valentine’a i byłego pracownika Apex, Berniego Hayesa podczas włamania do bazy Apex Cybernetics w Victoria Peak, chcąc wyjaśnić nagły i niesprowokowany atak Godzilli na placówkę. Nazwany przez Josha Mechagodzillą podczas testowej aktywacji z łatwością zabił hodowanego Skullcrawlera z Wyspy Czaszek. Gdy Madison, Josh i Hayes zostali nakryci przez ochronę, prezes Apex – Walter Simmons wyjaśnił, że Mechagodzilla ma zastąpić Godzillę jako Alfę, by wspomóc ludzkość, jednocześnie wysłał ekipę z Monarch, by podczas wyprawy do Pustej Ziemi przyniosła próbki tamtejszej energii.
Gdy Godzilla i Kong walczyli w Hongkongu o dominację, Apex aktywował Mechagodzillę, nasyconego już energią Pustej Ziemi. Jednak maszyna natychmiast zerwała połączenie neuronowe z Renem Serizawą, zanim go zaszokowała i zabiła. Mechagodzilla wymknął się spod kontroli, zabijając Simmonsa, gdy wydostał się ze swej bazy pod Victoria Peak i zaczął niszczyć to, co zostało z Hongkongu za pomocą Protonowego Krzyku. Godzilla, który właśnie prawie zabił Konga, natychmiast ruszył do walki. Mimo to Mechagodzilla okazał się silniejszy od Godzilli, poważnie go raniąc. Kong będąc tego świadkiem, został przekonany przez Jię, że to Mechagodzilla jest prawdziwym wrogiem, a nie Godzilla. Oba potwory połączyły siły w walce wciąż silnym Mechagodzillą.
Madison, Josh i Hayes zdali sobie sprawę, że Mechagodzilla nadal jest kontrolowana przez centrum dowodzenia, więc Josh włamał się do systemu robota, próbując go spowolnić. Po uszkodzeniu panelu kontrolnego Mechagodzilla chwilowo się zatrzymał, co pozwoliło Godzilli wystrzelić swój atomowy oddech w topór Konga, doładowując go. Zaś Kong ostatecznie zniszczył Mechagodzillę i dzierżąc jego odrąbany łeb ryknął triumfalnie.

### Godzilla: Singular Point
W latach 50. XX wieku Godzilla wyłaniając się z czerwonego morza zaatakował wioskę rybacką Misakioku, w której urodził się Michiyuki Ashihara. Wkrótce zginął, a sprawa została zapomniana biorąc pod uwagę odbudowę po II wojnie światowej. Ashihara znalazł szkielet potwora i odkrył, że jest w stanie emitować fale radiowe. 
W 2030 roku Tsunetomo Yamamoto, szef Misakioku Radio Observatory, pokazał Shunyi Satō radioaktywny szkielet Godzilli przetrzymywany w piwnicach, będących dawnym obiektem wojskowym. Zaaferowany Satō, dodatkowo mikrofilmem z  Michiyukim Ashiharą, odkrywa też powiązania z firmami Ashihary z Shiva Consortium. Podczas częstszych ataków potworów Satō odkrywa, że szkielet pokrywa bardziej czerwony pył roznoszony przez inne bestie. Odkrywa też, że hinduska piosenka Alapu Upala była bezpośrednio emitowana ze szkieletu.
Pracownik Otaki Facotry, Yun Arikawa został schwytany przez ludzi reportera Takehiro Kaia (który okazał się szpiegiem Shiva Consortium) odkrywa, że to szkielet był pierwszym Punktem Osobliwym. W ostatniej scenie jest pokazane jak Shiva Consortium w tajemnicy obudowuje wokół szkieletu mechaniczną wersję Godzilli.

## Odniesienia w kulturze popularnej

### Film
- Mechagodzilla oparty na wersji z plakatu Godzilla kontra Mechagodzilla II autorstwa Noriyoshiego Ohraia pojawia się w Player One jako avatar Nolana Sorrento w finałowej bitwie[13].
- Mechaniczna  kopia Gomory – Mecha Gomora z Ultra Galaxy Legend Side Story: Ultraman Zero vs. Darklops Zero wzorowana jest na Mechagodzilli z serii Shōwa.
- W filmie animowanym Miasto kotów 2 pan Teufel porównuje walkę Molocha z Cat Catcherem do filmowej walki Godzilli i Mechagodzilli[14].
- W Code Name: Dynastud pojawia się zwiastun filmu pt. Bruce Li vs. MechaTrump[14].

### Telewizja
- W odcinku Miasteczka South Park pt. Mecha-Streisand Barbra Streisand zmienia się w gigantycznego potwora będącego parodią Mechagodzilli. Później powróciła w odcinkach 200 i 201[15][16].
- W animowanej kontynuacji Godzilli z lat 1998−2000 zabity Godzilla został wskrzeszony jako zombie-cyborg o imieniu Cyber Godzilla przez Tachyonów, którzy przejęli bazę wojskową, w której zwłoki potwora było przeznaczone do badań. Był jednym z wielu mutantów będących pod kontrolą Tachyonów, którzy używali ich jako narzędzi w swych planach podbicia Ziemi[17].
- Imię Mechakary będącego robotycznym odpowiednikiem Linkary z internetowego kanału recenzenckiego Atop the Fourth Wall nawiązuje do Mechagodzilli[18].
- W odcinku serialu anime Czarodziejki z Księżyca pt. Usagi no Kiki! Tiara Sadōsezu w symulatorze wirtualnej rzeczywistości pojawia się gigantyczny robot przypominający Mechagodzillę[19].
- W odcinku Chojraka – tchórzliwego psa pt. Courage vs. Mecha-Courage Di Lung tworzy robota o imieniu Mecha-Chojrak, by zastąpić Chojraka[20].
- W skeczu Robot Chicken pt. Godzilla Sex Toys Mechagodzilla służy jako seks-zabawka dla Godzilli i jego żony[21].
- Mechagodzilla z serii Shōwa pojawia się w odcinku Okropnych Amerykanów pt. The Kong of Queens jako sąsiad Konga[22].
- W odcinku Rockefeller Plaza 30 pt. Chain Reaction of Mental Anguish Donald próbuje kolejnego biznesu w postaci restauracji tematycznej z udziałem walk nielicencjonowanych wersji japońskich potworów. Jednymi z postaci są Godzilla i Kiryu nazwani jako Godzila i Mechagodzila[23].
- Meka-Zorn, robotyczny sobowtór Zorna z odcinka Syna Zorna pt. A Tale of Two Zorns nawiązuje m.in. do Mechagodzilli[24].
- W odcinku Simpsonów pt. 101 Mitigations Mechagodzilla pojawia się w video wyreżyserowanym przez Guillermo del Toro[25].

### Muzyka
- Jednym z pseudonimów amerykańskiego rapera Mike’a „Ravage’a” Dottina jest MeccaGodZilla, pod którym działał głównie w grupie hip hopowej Monsta Island Czars[26]. Pod tym pseudonimem wydał on albumy pt. Erroars z 2008 roku[27] oraz Erroars 2.2: Metal Sakura z 2014 roku[28], na których okładkach znajduje się sylwetka Mechagodzilli z serii Shōwa. Z kolei fotos z filmu przedstawiający Mechagodzillę z Godzilla kontra Mechagodzilla zdobi okładkę innego albumu Ravage’a – American Monsta[29].
- Jednym z pseudonimów brytyjskiego muzyka Andy’ego Higginsa jest Mechagodzilla[30].
- Brytyjski muzyk d’n’bowy Mark „Serum” Gaunt nagrał utwór Mechagodzilla dla albumu Mission Statement Part 5 NAM Musik[31].
- Amerykański zespół deathmetalowy Morbid Angel nagrał utwór pt. Terror of MechaGodzilla Lava! dla swego albumu Heretic[32].
- Mechagodzilla jest tytułem utworu polskiego zespołu Alians z albumu Egzystencjalna rzeźnia[33].
- Polski zespół indierockowy Bad Ol`Pervz nagrał utwór Syn Mechagodzilli dla swego albumu Kadłubkator[34].

### Gry komputerowe
- Piąty boss z gry wideo Shinobi III: Return of the Ninja Master – Mechasaurus jest wzorowany Mechagodzilli z serii Shōwa[35][36].
- Togera z War of the Monsters w trzeciej formie jest inspirowany Mechagodzillą[14].
- Kiryu pojawił w City Shrouded in Shadow, zaś trzynasty poziom gry został oparty na filmie Godzilla kontra Mechagodzilla[37][38].
- W jednym z poziomów Bulletstorm gracz kontroluje cyborga stworzonego z Hekatona, będącego odpowiednikiem Godzilli, zwanego Mechatonem, zaś towarzyszący mu utwór muzyczny nazywa się Mecha-dzilla[39].
- Mecharez z poziomu Gexzilla vs. Mecharez z gry wideo Gex: Enter the Gecko jest parodią Mechagodzilli[40].
- Jednym z kostiumów do wyboru w grze Saints Row IV jest Digital Dino, który wygląda jak Mechagodzilla[41].

### Literatura
- Kiryu pojawia się w Player One jako avatar Nolana Sorrento w finałowej bitwie[42].